# Épercieux-Saint-Paul
Épercieux-Saint-Paul és un municipi francès situat al departament del Loira i a la regió d'Alvèrnia-Roine-Alps. L'any 2007 tenia 641 habitants.

## Demografia

### Població
El 2007 la població de fet d'Épercieux-Saint-Paul era de 641 persones. Hi havia 231 famílies de les quals 39 eren unipersonals (27 homes vivint sols i 12 dones vivint soles), 82 parelles sense fills, 106 parelles amb fills i 4 famílies monoparentals amb fills.
La població ha evolucionat segons el següent gràfic:
Habitants censats

### Habitatges
El 2007 hi havia 253 habitatges, 235 eren l'habitatge principal de la família, 15 eren segones residències i 3 estaven desocupats. 232 eren cases i 21 eren apartaments. Dels 235 habitatges principals, 185 estaven ocupats pels seus propietaris, 49 estaven llogats i ocupats pels llogaters i 1 estava cedit a títol gratuït; 3 tenien una cambra, 12 en tenien dues, 22 en tenien tres, 70 en tenien quatre i 129 en tenien cinc o més. 165 habitatges disposaven pel capbaix d'una plaça de pàrquing. A 99 habitatges hi havia un automòbil i a 121 n'hi havia dos o més.

### Piràmide de població
La piràmide de població per edats i sexe el 2009 era:
| Homes | Edats   | Dones |
| ----- | ------- | ----- |
| 0     | 95 o +  | 0     |
| 0     | 90 a 94 | 0     |
| 0     | 85 a 89 | 8     |
| 0     | 80 a 84 | 8     |
| 12    | 75 a 79 | 8     |
| 12    | 70 a 74 | 12    |
| 4     | 65 a 69 | 12    |
| 12    | 60 a 64 | 16    |
| 12    | 55 a 59 | 12    |
| 12    | 50 a 54 | 12    |
| 12    | 45 a 49 | 12    |
| 36    | 40 a 44 | 28    |
| 36    | 35 a 39 | 28    |
| 20    | 30 a 34 | 16    |
| 8     | 25 a 29 | 20    |
| 16    | 20 a 24 | 12    |
| 20    | 15 a 19 | 16    |
| 36    | 10 a 14 | 28    |
| 20    | 5 a 9   | 12    |
| 16    | 0 a 4   | 28    |

## Economia
El 2007 la població en edat de treballar era de 412 persones, 311 eren actives i 101 eren inactives. De les 311 persones actives 291 estaven ocupades (164 homes i 127 dones) i 21 estaven aturades (12 homes i 9 dones). De les 101 persones inactives 42 estaven jubilades, 31 estaven estudiant i 28 estaven classificades com a «altres inactius».

### Ingressos
El 2009 a Épercieux-Saint-Paul hi havia 233 unitats fiscals que integraven 654 persones, la mediana anual d'ingressos fiscals per persona era de 16.293 €.

### Activitats econòmiques
Dels 48 establiments que hi havia el 2007, 2 eren d'empreses extractives, 1 d'una empresa alimentària, 11 d'empreses de fabricació d'altres productes industrials, 7 d'empreses de construcció, 8 d'empreses de comerç i reparació d'automòbils, 4 d'empreses de transport, 3 d'empreses d'hostatgeria i restauració, 1 d'una empresa d'informació i comunicació, 3 d'empreses financeres, 2 d'empreses immobiliàries, 4 d'empreses de serveis i 2 d'entitats de l'administració pública.
Dels 10 establiments de servei als particulars que hi havia el 2009, 2 eren tallers de reparació d'automòbils i de material agrícola, 1 paleta, 1 guixaire pintor, 3 fusteries, 2 restaurants i 1 agència immobiliària.
Dels 2 establiments comercials que hi havia el 2009, 1 era una botiga de menys de 120 m² i 1 una fleca.
L'any 2000 a Épercieux-Saint-Paul hi havia 20 explotacions agrícoles que ocupaven un total de 806 hectàrees.

## Equipaments sanitaris i escolars
El 2009 hi havia una escola elemental.

## Poblacions més properes
El següent diagrama mostra les poblacions més properes.